# Universitatea din Montpellier
Universitatea din Montpellier (franceză Université de Montpellier) este o universitate franceză de cercetare publică din Montpellier, în sud-estul Franței. Înființată în 1289, Universitatea din Montpellier este una dintre cele mai vechi universități din lume.
Universitatea a fost împărțită în trei universități timp de 45 de ani (Universitatea din Montpellier 1, Universitatea din Montpellier 2 și Universitatea Paul Valéry Montpellier 3) între 1970 și 2015, când a fost reunificată ulterior prin fuziunea fostelor două, cu aceasta din urmă, numită acum Paul Valéry University Montpellier, rămânând o entitate separată.

## Istoric

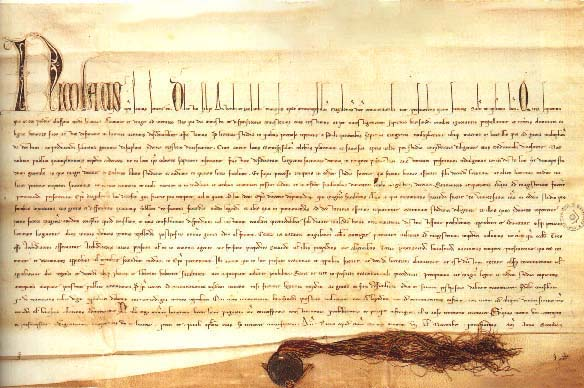
Quia Sapientia din 1289 Papa Nicolae IV

Universitatea este considerabil mai veche decât data oficială de înființare, asociată cu un document papal emis de Papa Nicolae IV în 1289, care combina toate școlile vechi de secole într-o universitate.

## Legături externe
- fr  Université de Montpellier
- fr  Université Paul-Valéry Montpellier